# Pankisibergen
Pankisibergen (georgiska: პანკისის ქედი, Pankisis kedi), eller Tbatanabergen (ტბათანის ქედი, Tbatanis kedi), är en bergskedja i Georgien. Den ligger i den nordöstra delen av landet, i regionen Kachetien.